# Gaya albiflora
Gaya albiflora är en malvaväxtart som beskrevs av A. Krapovickas. Gaya albiflora ingår i släktet Gaya och familjen malvaväxter. Inga underarter finns listade i Catalogue of Life.